# Chủng tộc
Chủng tộc  là sự phân loại con người dựa trên những phẩm chất về mặt thể chất hoặc xã hội thành các nhóm và thường được coi là khác biệt trong một xã hội nhất định. Thuật ngữ này được sử dụng phổ biến trong thế kỷ 16, khi nó được dùng để chỉ các nhóm thuộc nhiều loại khác nhau, bao gồm cả những nhóm có đặc điểm là quan hệ họ hàng gần gũi.
Đến thế kỷ 17, thuật ngữ này bắt đầu đề cập đến các đặc điểm thể chất (kiểu hình), và sau đó là các mối liên kết quốc gia. Khoa học hiện đại coi chủng tộc là một cấu trúc xã hội, một bản sắc được ấn định dựa trên các quy tắc do xã hội đặt ra.
Mặc dù một phần dựa trên sự tương đồng về mặt thể chất giữa các nhóm, chủng tộc không có ý nghĩa vật lý hoặc sinh học cố hữu. Khái niệm về chủng tộc là nền tảng của chủ nghĩa phân biệt chủng tộc, niềm tin rằng con người có thể bị phân chia dựa trên sự vượt trội của chủng tộc này so với chủng tộc khác.
Các quan niệm xã hội và các nhóm chủng tộc đã thay đổi theo thời gian, thường liên quan đến các nguyên tắc phân loại dân gian (folk taxonomy) xác định các loại cá nhân thiết yếu dựa trên các đặc điểm nhận thức. Các nhà khoa học hiện đại coi chủ nghĩa bản chất sinh học như vậy là lỗi thời, và nói chung là không khuyến khích những lời giải thích mang tính chủng tộc về sự khác biệt tập thể trong cả đặc điểm thể chất và hành vi.
Phân loại học dân gian là hệ thống đặt tên bản địa, khác với phân loại học khoa học. Phân loại sinh học dân gian là cách con người mô tả và tổ chức thế giới xung quanh theo truyền thống, thường sử dụng rộng rãi các dạng phân loại như "cây bụi", "bọ", "vịt", "cá", "tảo", "rau" hoặc các tiêu chí kinh tế như "động vật săn bắn", "động vật thồ hàng hóa", "cỏ dại" và các thuật ngữ tương tự khác. Phân loại dân gian được tạo ra từ kiến thức xã hội và được sử dụng trong lời nói hàng ngày. Chúng được phân biệt với các nguyên tắc phân loại khoa học được cho là tách rời khỏi các mối quan hệ xã hội và do đó khách quan và phổ quát hơn. Các nguyên tắc phân loại dân gian tồn tại để cho phép nhận dạng phổ biến các loại đối tượng và áp dụng cho tất cả các phần nhỏ trong hoạt động của con người.
Mặc dù có sự đồng thuận khoa học rộng rãi rằng các quan niệm bản chất và loại hình về chủng tộc là không thể chối bỏ, các nhà khoa học trên khắp thế giới tiếp tục khái niệm hóa chủng tộc theo những cách khác nhau.
Trong khi một số nhà nghiên cứu tiếp tục sử dụng khái niệm chủng tộc để phân biệt giữa các tập hợp đặc điểm mờ nhạt hoặc những khác biệt có thể quan sát được trong hành vi thì những người khác trong cộng đồng khoa học cho rằng ý tưởng về chủng tộc vốn dĩ là ngây thơ hoặc đơn giản. Vẫn còn những người khác cho rằng, ở loài người, chủng tộc không có ý nghĩa phân loại vì tất cả con người đang sống đều thuộc cùng một phân loài, Homo sapiens sapiens.
Kể từ nửa sau thế kỷ 20, chủng tộc đã gắn liền với các học thuyết mất uy tín về chủ nghĩa phân biệt chủng tộc khoa học và ngày càng được coi là một hệ thống phân loại chủ yếu mang tính giả khoa học. Mặc dù vẫn được sử dụng trong bối cảnh chung, chủng tộc thường được thay thế bằng các thuật ngữ ít mơ hồ và/hoặc ít hàm ý hơn như dân số, con người, nhóm dân tộc hoặc cộng đồng, tùy thuộc vào ngữ cảnh.
Viện Hàn lâm Khoa học, Kỹ thuật và Y học Quốc gia Hoa Kỳ đã chính thức từ bỏ việc sử dụng phương pháp này trong di truyền học vào năm 2023.

### Báo cáo và tiêu chuẩn chính thức
- "The Race Question", UNESCO, 1950
- US Census Bureau: Definition of Race Lưu trữ ngày 9 tháng 5 năm 2008 tại Wayback Machine
- American Association of Physical Anthropologists' Statement on Biological Aspects of Race Lưu trữ ngày 11 tháng 5 năm 2009 tại Wayback Machine
- "Standards for Maintaining, Collecting, and Presenting Federal Data on Race and Ethnicity" Lưu trữ ngày 4 tháng 10 năm 2003 tại Wayback Machine, Federal Register 1997
- American Anthropological Association's Statement on Race Lưu trữ ngày 27 tháng 6 năm 2013 tại Wayback Machine and RACE: Are we so different? a public education program developed by the American Anthropological Association.

### Ấn phẩm phổ biến
- The Myth of Race Lưu trữ ngày 1 tháng 1 năm 2009 tại Wayback Machine On the lack of scientific basis for the concept of human races (Medicine Magazine, 2007).
- Race - The power of an illusion Lưu trữ ngày 22 tháng 4 năm 2009 tại Wayback Machine Online companion to California Newsreel's documentary about race in society, science, and history
- Steven and Hilary Rose, The Guardian, "Why we should give up on race", 9 tháng 4 năm 2005
- Times Online, "Gene tests prove that we are all the same under the skin" Lưu trữ ngày 8 tháng 2 năm 2007 tại archive.today, 27 tháng 10 năm 2004.
- Michael J. Bamshad, Steve E. Olson "Does Race Exist?", Scientific American, December 2003
- "Gene Study Identifies 5 Main Human Populations, Linking Them to Geography", Nicholas Wade, NYTimes, December 2002. Covering
- Scientific American Magazine (December 2003 Issue) Does race exists ?.
- DNA Study published by United Press International showing how 30% of White Americans have at least one Black ancestor
- Yehudi O. Webster Twenty-one Arguments for Abolishing Racial Classification Lưu trữ ngày 11 tháng 12 năm 2008 tại Wayback Machine, The Abolitionist Examiner, June 2000
- The Tex(t)-Mex Galleryblog Lưu trữ ngày 13 tháng 11 năm 2009 tại Wayback Machine, An updated, online supplement to the University of Texas Press book (2007), Tex(t)-Mex
- Times of India - Article about Asian racism
- South China Morning Post Lưu trữ ngày 27 tháng 3 năm 2009 tại Wayback Machine - Going beyond 'sorry'
- Is Race "Real"? Lưu trữ ngày 17 tháng 11 năm 2017 tại Wayback Machine forum organized by the Social Science Research Council, includes 2005 op-ed article by A.M. Leroi from the New York Times Lưu trữ ngày 31 tháng 3 năm 2013 tại Wayback Machine advocating biological conceptions of race and responses from scholars in various fields More from Leori with responses
- Richard Dawkins: Race and creation Lưu trữ ngày 21 tháng 2 năm 2005 tại Wayback Machine (extract from The Ancestor's Tale: A Pilgrimage to the Dawn of Life) - On race, its usage and a theory of how it evolved. (Prospect Magazine October 2004)

### Khác
- James, Michael (2008) Race, in the Stanford Encyclopedia of Philosophy.
- Ten Things Everyone Should Know About Race by California Newsreel.
- American Anthropological Association's educational website on race with links for primary school educators and researchers
- Boas's remarks on race to a general audience Lưu trữ ngày 18 tháng 8 năm 2006 tại Wayback Machine
- Catchpenny mysteries of ancient Egypt, "What race were the ancient Egyptians?", Larry Orcutt.
- Judy Skatssoon, "New twist on out-of-Africa theory", ABC Science Online, Wednesday, 14 tháng 7 năm 2004.
- Racial & Ethnic Distribution of ABO Blood Types - bloodbook.com
- Are White Athletes an Endangered Species? And Why is it Taboo to Talk About It? Lưu trữ ngày 31 tháng 10 năm 2006 tại Wayback Machine Discussion of racial differences in athletics
- "Does Race Exist? A proponent's perspective" - Author argues that the evidence from forensic anthropology supports the idea of race.
- "Does Race Exist? An antagonist's perspective" - The author argues that clinal variation undermines the idea of race.
- American Ethnography - The concept of race Ashley Montagu's 1962 article in American Anthropology
- American Ethnography - The genetical theory of race, and anthropological method Ashley Montagu's 1942 American Anthropology article